# Juana de Mendoza
Juana de Mendoza y Ayala (Guadalajara, 1352 o 1360 - Palencia, 24 de enero de 1431), conocida como «la ricahembra de Guadalajara», fue una noble castellana.

## Familia
Era hija de Pedro González de Mendoza, IX señor de Mendoza, y de Aldonza de Ayala, hija de Fernán Pérez de Ayala y de Elvira Álvarez de Ceballos y hermana de, entre otros, el canciller Pero López de Ayala. Era bisabuela del rey Fernando II de Aragón y hermana de Diego Hurtado de Mendoza (almirante mayor de Castilla).

## Matrimonios y descendencia
Casó en primeras nupcias con 20 años, aunque el matrimonio, acordado en 1372, seguramente no fue consumado hasta alrededor de 1380, con Diego Gómez Manrique de Lara, hijo de Garci II Fernández Manrique de Lara y de Teresa Vázquez de Toledo y Carrillo, III señor de Treviño, VII señor de Amusco y de otros lugares, entre ellos, Villadamian, Las Amayuelas, Villoslada, Navarrete, San Pedro de Yanguas y Ocón, esta última villa dada por Enrique II de Castilla por un albalá del 2 de enero de 1379. También fue repostero mayor del infante Juan (después, Juan I de Castilla). Diego y Juana fueron padres de: 
- Pedro Manrique de Lara y Mendoza (1381-1440) quien se casó con Leonor de Castilla, genearcas de los condes de Treviño, duques de Nájera, de donde dimanaron los condes de Paredes de Nava, los condes de Santa Gadea, los condes de Villazopeque, los de Amayuelas, y de Frigiliana.

Enviudó de su primer marido y quedó huérfana al mismo tiempo por causa de la Batalla de Aljubarrota el 14 de agosto de 1385.
Contrajo un segundo matrimonio con Alfonso Enríquez de Castilla de quien tuvo a: 
- Fadrique Enríquez (c. 1388-1473) Contrajo matrimonio con Marina Fernández de Córdoba.
- Enrique Enríquez de Mendoza (m. c. 1489) progenitor de los Enríquez de Toledo y de los Enríquez de Guzmán y conde de Alba de Liste por concesión del rey Juan II de Castilla desde el 8 de agosto de 1451.
- Pedro Enríquez quien falleció siendo niño y no debe confundirse con Pedro Enríquez de Quiñones, hijo de su hermano Fadrique Enríquez (del que descienden los Enríquez de Ribera, y marqueses de Tarifa desde 1514).
- Beatriz Enríquez (m. 1439) quien contrajo matrimonio con Pedro de Portocarrero y Cabeza de Vaca, señor de Moguer, hijo de Martín Fernández Portocarrero, IV señor de Moguer, y de Leonor Cabeza de Vaca. Fue sepultada en el Convento de estilo mudéjar de Clarisas de Moguer.
- Leonor Enríquez casada en 1410 con Rodrigo Alonso Pimentel, II conde de Benavente, padres de Juana Pimentel «la triste condesa».
- Aldonza Enríquez. Contrajo matrimonio en 1410 con Rodrigo Álvarez Osorio.
- Isabel Enríquez (m. 1469). Contrajo matrimonio con Juan Ramírez de Arellano, señor de los Cameros.
- Inés Enríquez. Contrajo matrimonio con Juan Hurtado de Mendoza, IV señor de Almazán y Monteagudo y guarda mayor del rey.
- Blanca Enríquez casada con Pedro Núñez de Herrera, señor de Herrera y segundo señor de Pedraza. Una de las hijas de este matrimonio, Elvira de Herrera y Enríquez, se casó con Pedro Fernández de Córdoba, V señor de Aguilar, siendo padres, entre otros, de Gonzalo Fernández de Córdoba, el Gran Capitán.
- Constanza Enríquez casada con Juan de Tovar, señor de Berlanga.
- María Enríquez (m. 1441), casada con Juan de Rojas y Manrique, señor de Monzón de Campos y de Cabia en 1431, alcalde mayor de los hijosdalgos de Castilla y doncel del rey, quien tomó parte en la Batalla de La Higueruela en La Vega de Granada junto a Juan II de Castilla y el Condestable Álvaro de Luna.
- Mencía Enríquez (m. 1480), quien casó en 1430 con Juan Fernández Manrique de Lara, conde de Castañeda desde 1436.
- Juan Enríquez (m. 1418). La mayoría de los historiadores modernos afirman que fray Juan Enríquez, que además de ser fraile franciscano llegó a ser obispo de Lugo,[3] fue hijo del almirante Alonso Enríquez,[4][5][6] y de Juana de Mendoza,[7] aunque algunos no lo mencionan entre los hijos de estos últimos,[8][9][10] y otros se limitan a afirmar que pertenecía a la familia de los almirantes de Castilla, cargo que en aquella época era detentado por la familia Enríquez.[11] Fue además ministro provincial franciscano de la provincia de Castilla,[3] confesor del rey Enrique III de Castilla,[12] y visitador del convento de Santa Clara la Real de Toledo y del de Santa Clara de Guadalajara.[13]
- Rodrigo Enríquez (m. 1465). Fue arcediano de Toro,[14] arcediano de Valdemuriel en la diócesis de León, tesorero de Astorga[15] y deán de la catedral de Palencia, donde aún se conserva su sepulcro en la actualidad.[16] Por otra parte, conviene señalar que a pesar de que en el testamento de Juana de Mendoza, esta se refería explícitamente a Rodrigo Enríquez como a su hijo y le legaba diversos bienes, la mayoría de los historiadores modernos afirman que fue hijo ilegítimo del almirante[8] e hijastro y no hijo de Juana,[17][18][19] aunque otros afirman simplemente que «lo más probable» es que la versión anterior sea la correcta,[20] y otros insisten en señalar que fue hijo legítimo de Alonso Enríquez y de Juana de Mendoza, basándose en lo ya mencionado sobre el testamento de esta.

.
Algunos autores, basándose en las afirmaciones de Balbina Martínez Caviró, afirmaron que el almirante Alonso Enríquez y su esposa tuvieron una hija llamada Juana que fue abadesa en el convento de Santa Clara la Real de Toledo, en cuyo coro estaría sepultada. Los historiadores Margarita Cuartas Rivero y Jesús Antonio González Calle, sin embargo, han demostrado que dicha abadesa fue realmente Juana Enríquez, hija ilegítima del conde Alfonso Enríquez y de Inés de Soto de los Infantes y nieta del rey Enrique II de Castilla. El heraldista Faustino Menéndez Pidal de Navascués señaló que el escudo colocado sobre la tumba de esta abadesa es idéntico al que utilizó su padre, el conde Alfonso Enríquez. Además, ni el almirante ni Juana de Mendoza en sus testamentos otorgados en 1426 y en 1431, respectivamente, mencionan a una hija llamada Juana.

## Testamento y muerte
Juana testó la noche del 22 de enero de 1431 en Palacios de Campos, cerca de Meneses de Campos, documento que refleja su inmensa fortuna. Mandó que su cuerpo fuese sepultado en el hábito de San Francisco en el Monasterio de Santa Clara (Palencia), ante el altar de la capilla mayor que manda construir, al lado de su señor, el almirante. Pide que se hagan dos tumbas de alabastro, llanas para los dos, y que la suya sea dos dedos más baja que la de su señor, ambas sin ninguna figura, solamente llevando las armas de ella y de su difunto marido, y también pide que «ninguno sea osado de hacer llanto por mi».
Aparte de las muchas mandas que deja a dicho monasterio, a sus criados, a su hermana María, deja cuantiosas mandas para todos sus hijos a los que menciona. Dice que como su hijo de su primer matrimonio ha sido muy heredado, igual que todas sus hijas y su hijo Fadrique, y teniendo cargo de conciencia, ordena que todo los bienes que quedasen después de cumplir su testamento, los herede su hijo Enrique a quien constituye por su legítimo heredero universal.
Juana falleció dos días después de testar. Los datos sobre su muerte figuran en la Crónica del Halconero de Juan II de Castilla: 

Partiendo la dicha Jhoana con su nieta la esposa del condestable de Torre de Lobatón, para facer las bodas en Calauaçano e vinieron a Palacios de Meneses; e dióle allí dolor de costado, e fino martes a 24 de henero, año del Señor de 1431. Esta era la más enparentada dueña que auia en Castilla e más generosa e (que) mayor casa e estado traxiese a la saçon en Casstilla e muy buena. Lo qual fino de hedad de setenta años.